# Fédération française de la course camarguaise
 (août 2025).
 (août 2025).
L'article doit être relu — et modifié si nécessaire — par des contributeurs indépendants pour apporter un regard critique aux contributions effectuées en violation des conditions d'utilisation de Wikipédia, tant sur la forme (notamment concernant le style encyclopédique, la proportionnalité) que sur le fond (la neutralité de point de vue, la qualité et l'indépendance des sources).
La Fédération française de la course camarguaise (FFCC) est une association française loi de 1901 fondée le 2 septembre 1975 organisant les trophées taurins. Elle est agréée par le ministère de la jeunesse, des sports et de la vie associative français depuis décembre 2004.

## Rôles de la FFCC

### Missions
La fédération a pour mission de rassembler et fédérer les acteurs des courses camarguaises, attribuer les licences, gérer le calendrier des courses, superviser les compétitions, proposer des formations sportives aux jeunes et mener des actions d'information auprès des écoles.

### Organisation
Le comité directeur est composé de trente-cinq membres, le bureau de la FFCC est composé de neuf membres, et la FFCC possède vingt commissions[source insuffisante].

### Communication
La fédération est présente sur le salon de l'agriculture, le salon du Toro en Arles, le forum des cultures provençales à Maillane, le forum des sports traditionnels du Languedoc à Castelnaudary, le Forum Total Festum, ou encore le Festival de la Camargue et du Delta du Rhône à Port Saint Louis du Rhône[source secondaire souhaitée].

### Chiffres
La fédération recense un peu moins de 2 500 licenciés en 2016 dont 412 femmes.
Licenciés de la FFCC par sexe.
- Hommes (85 %)
- Femmes (15 %)

Les licenciés proviennent de cinq départements : 2 de l'Aude, 786 des Bouches-du-Rhône, 999 du Gard, 621 de l'Hérault, 44 du Vaucluse.
Licenciés à la FFCC par départements.
- Aude (0,09 %)
- Bouches-du-Rhône (32,05 %)
- Gard (40,74 %)
- Hérault (25,33 %)
- Vaucluse (1,79 %)

### Les présidents
- 1975-1977 : Louis Lacroix[5]
- 1977-1980 : Pierre Sarguet[5]
- 4 avril 1981-1989 : Jérôme Vigne[5]
- 1989-1991 : Bernard Fesquet[5]
- 1991-1993 : Intérim[5]
- 26 février 1993-30 mars 2011[6] : Henri Itier
- 2011[5] : Intérim de Jacques Mailhan, Bruno Pécout et Benjamin Villard
- 27-29 juin 2011[7] : Pierrick Vidal
- 7 juillet 2011[8]-10 mars 2013 : Cyril Daniel
- 10 mars 2013[9]-22 décembre 2015[10] : Gérard Batifort
- 2016 : Jacques Mailhan
- 2017-2018 : Hadrien Poujol[11][source insuffisante]
- 2018-2020 : Jean-Marc Soulas[12]

- 12 mars 2020  au 10 janvier 2025 : Nicolas Triol qui devient le premier Président d'Honneur de la FFCC le 27 janvier 2025[source secondaire souhaitée].
- A partir du 10 janvier 2025, Eric Mauras.

### Directeur Technique Nationaux (DTN) / Conseiller Technique Sportif (CTS)
- Gérard Barbeyrac (jusqu'en 2016)
- Cyril Garcia (2017 à 2024 )

## Critiques
En 2021, selon l'universitaire Régis Keerle, certains problèmes d'organisations de la fédération sportive FFCC (« agents sociaux aux intérêts partiellement différents [...] », lieux géographiques, formations) rendent difficile « la progression de la qualité du spectacle dans les arènes ».

## Identité visuelle